# Jiří Janoušek
Jiří Janoušek (17 novembre 1989) è un calciatore ceco, centrocampista dell'Olympia Hradec Králové.

## CArriera
Ha giocato nella prima divisione ceca.